# Častni znak svobode Republike Slovenije
Častni znak svobode Republike Slovenije je najvišje državno odlikovanje v Republiki Sloveniji, ki ga z ukazom podeljuje Predsednik Republike Slovenije.

## Stopnje
Častni znak svobode Republike Slovenije ima tri stopnje:
- Zlati častni znak svobode RS
- Srebrni častni znak svobode RS
- Častni znak svobode RS

## Zakonska ureditev
Odlikovanje je bilo ustanovljeno z Zakonom o odlikovanju častni znak svobode Republike Slovenije (Uradni list RS, št. 24/92). Skladno z določili tega zakona se je podeljevalo:
- za junaštvo pri varovanju svobode Republike Slovenije;
- za izjemne zasluge pri uveljavljanju in obrambi samostojnosti in suverenosti Republike Slovenije;
- za osebno hrabrost in požrtvovalnost pri reševanju in varovanju človeških življenj in materialnih dobrin;
- za zasluge in osebni prispevek pri vzpostavljanju, razvijanju in krepitvi mednarodnih odnosov, ki prispevajo k mednarodnemu priznanju in uveljavljanju Republike Slovenije;
- za zasluge na drugih področjih življenja in dela, ki so pomembna za suverenost in svobodo Republike Slovenije.

Z uveljavitvijo Zakona o odlikovanjih Republike Slovenije (Uradni list RS, št. 69/2004) se je krog prejemnikov zožil, saj se Častni znak svobode RS od tedaj dalje podeljuje kot najvišje državno odlikovanje za zasluge pri obrambi svobode in uveljavljanju suverenosti Republike Slovenije le v zvezi z navedenimi dejanji, ki so povezana z osamosvojitvijo.